# Сервій Фульвій Флакк
Сервій Фульвій Флакк (лат. Servius Fulvius Flaccus; ? — після 133 до н. е.) — політичний, державний та військовий діяч часів Римської республіки, консул 135 року о н. е., відомий свого часу красномовець (про нього згадує Марк Туллій Цицерон у трактаті «Брут»).

## Життєпис
Походив з впливового плебейського роду Фульвіїв. Син Квінта Фульвія Флакка, консула 179 року до н. е. Замолоду втратив батька — у 172 році до н. е. Втім існує версія, що він був сином Квінта Фульвія Флакка, консула-суфекта 180 року до н. е. Деталі його кар'єри невідомі.
У 135 році до н. е. його обрано консулом разом з Квінтом Кальпурнієм Пізоном. Як провінцію отримав Іллірик. Під час своєї каденції з успіхом діяв проти місцевого племені ардеїв.
У 133 році до н. е. захищав народного трибуна Марка Октавія перед прихильниками Тиберія Семпронія Гракха. Намагався вмовити останнього обмежити свої аграрні реформи. Про подальшу долю немає відомостей.